# Sandkrug (Berlin)

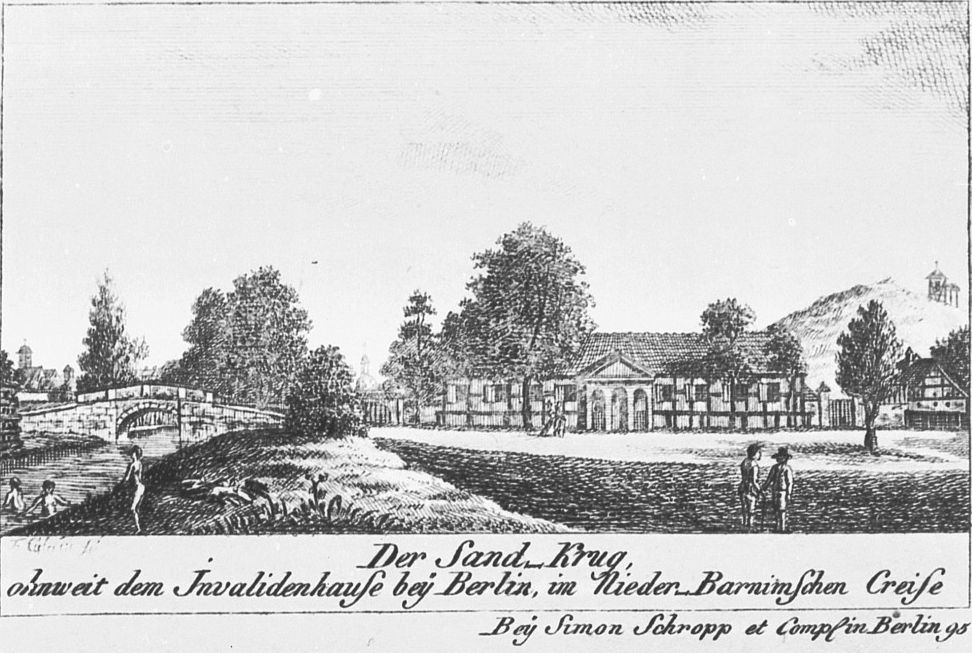
Der Gasthof Sandkrug am Fuß des Hohen Weinbergs war im 18. und 19. Jahrhundert ein beliebtes Ausflugsziel vor den Toren Berlins
Zeichnung von Friedrich August Calau, 1795

Der Gasthof Sandkrug war im 18. und 19. Jahrhundert ein beliebtes Ausflugsziel vor den Toren der preußischen Haupt- und Residenzstadt Berlin. An dieser Stelle liegt heute ein Büro- und Wohnkomplex nördlich des Humboldthafens auf der westlichen Seite der Sandkrugbrücke.

## Lage des Sandkrugs

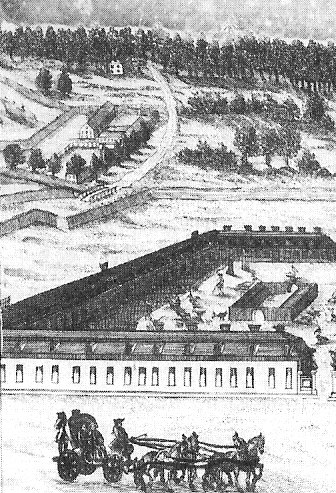
Der Gasthof Sandkrug (im Hintergrund links) lag am Schönhauser Graben unweit des Königlichen Invalidenhauses (im Vordergrund)
Ausschnitt aus einer Grafik von G. B. Probst, 1748

Der Sandkrug lag auf der westlichen Seite des Schönhauser Grabens am Fuße des Hohen Weinbergs, unweit des weitläufigen Geländes des damaligen Königlichen Invalidenhauses (Invalidenpark nördlich der Invalidenstraße). Im 18. Jahrhundert gehörte dieses Gebiet – die Jungfernheide – noch nicht zur Stadt Berlin, sondern zum niederbarnimschen Kreis der brandenburgischen Mittelmark. Grafiken von Friedrich August Calau vermitteln einen Eindruck von dem damaligen Aussehen der Umgebung.

## Ausflugsziel
Der Sandkrug gehörte der Kämmerei (Finanzverwaltung) von Berlin. Der Gasthof verfügte über einen Garten, in dem die Kunden die Bewirtung im Freien genießen konnten. Vom Sandkrug aus konnte eine Wanderung auf den benachbarten Hohen Weinberg unternommen werden, von dessen Gipfel aus sich dem Spaziergänger ein weiter Rundblick über die gesamte Umgebung eröffnete. Über die Spree hinweg war vor allem der Tiergarten und das Stadtbild der Residenzstadt Berlin gut zu sehen. Außerdem war das Pulvermagazin zu überblicken, das sich auf der südlichen Seite des Hohen Weinbergs bis zur Spree erstreckte.
Das weibliche Bedienungspersonal regte manchen Besucher zu poetischen Gedanken und sogar literarischen Werken an. Carl August Görner verfasste mit Blick auf den Gasthof einen Soloscherz für eine Dame mit Gesang und Tanz in einem Akt als Lustspiel Gustchen vom Sandkrug.

## Die Sandkrugbrücke

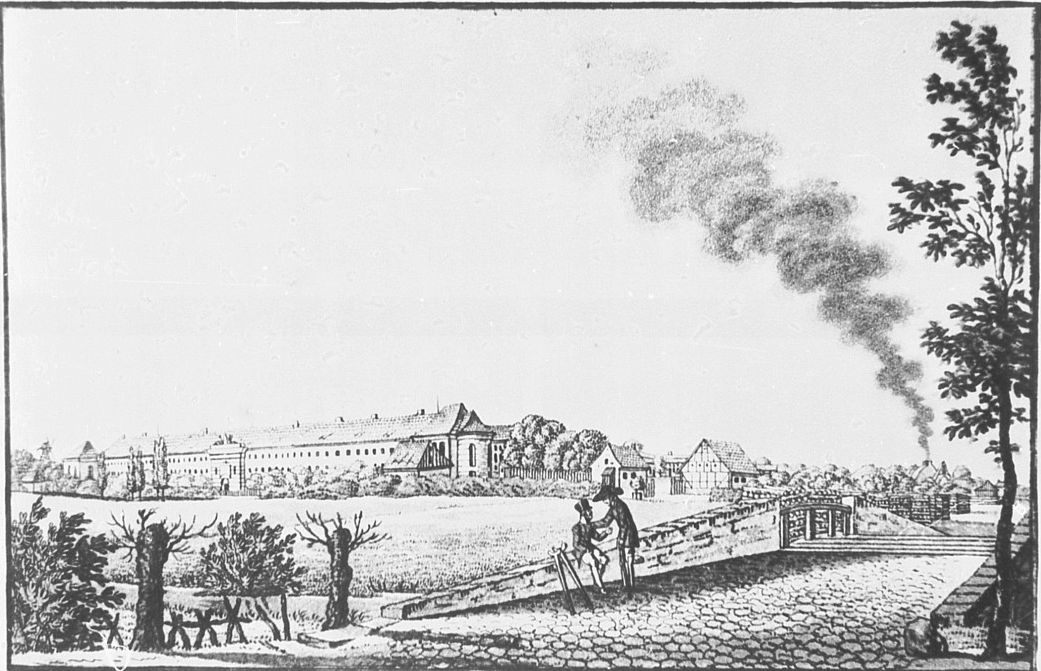
Unmittelbar am Sandkrug führte die Sandkrugbrücke über den Schönhauser Graben. Im Hintergrund: Links das Königliche Invalidenhaus, rechts die Rauchfahne der Königlichen Eisengießerei.
Grafik von Friedrich August Calau, 1815

Der preußische König Friedrich I. hatte den Schönhauser Graben (Fertigstellung 1713) anlegen lassen, um mit dem Schiff von seinem Schloss in Schönhausen zum Schloss Charlottenburg fahren zu können. Am Sandkrug führte die steinerne Sandkrugbrücke über den Kanal. Jugendliche konnten im Sommer im Wasser des Schönhauser Grabens ein Bad nehmen.
Die Sandkrugbrücke ist eine stählerne Straßenbrücke über den Berlin-Spandauer Schifffahrtskanal, die im Verlauf der Invalidenstraße die Grenze zwischen den ehemaligen Berliner Bezirken Mitte und Tiergarten bildet. Während der Zeit der Teilung Berlins in den Jahren 1961–1990 war an der Sandkrugbrücke ein Übergang vom britischen in den sowjetischen Sektor. Eine Gedenktafel am südwestlichen Ende der Brücke erinnerte an Günter Litfin, das erste Todesopfer an der Berliner Mauer, der in der Nähe der Sandkrugbrücke ums Leben kam. Heute befindet sich die Tafel rund 100 Meter weiter südlich gegenüber am Alexanderufer.

## Der Humboldthafen

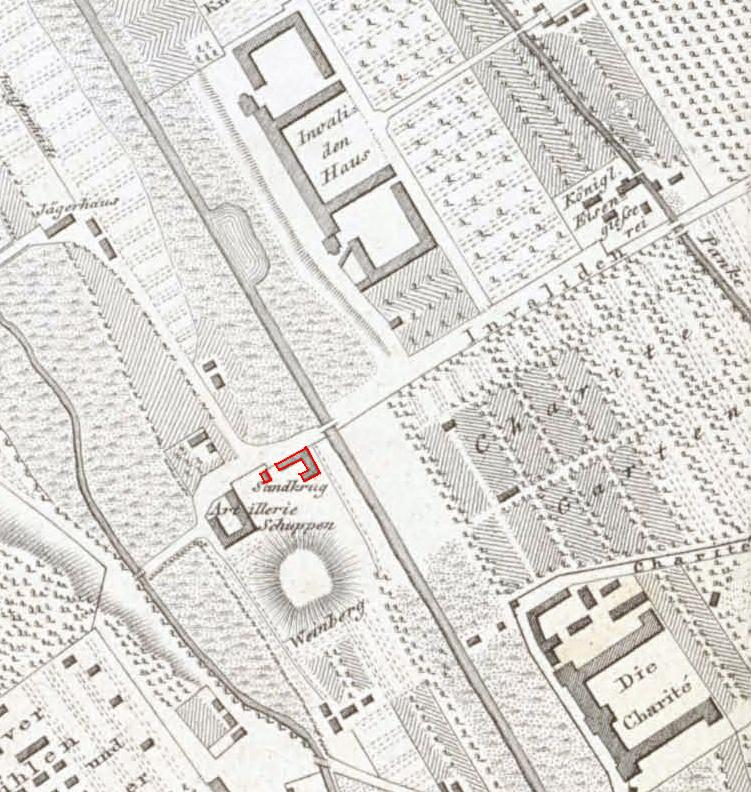
Im 18. und 19. Jahrhundert lag der Gasthof Sandkrug noch außerhalb der Berliner Stadtgrenzen
Ausschnitt aus dem Berlin-Plan von Selter, 1809

Durch die gewerbliche und industrielle Entwicklung Moabits verschwanden die landschaftlich idyllischen Verhältnisse in der Jungfernheide nach und nach. Bereits am Anfang des 19. Jahrhunderts entstanden die ersten Industrieanlagen in und bei Moabit. So wurde 1804 in der Invalidenstraße (damals noch zu Moabit gehörend) die Königliche Eisengießerei nach Plänen des Ministers Graf Reden gebaut. In den 1840er Jahren wurde das gesamte Gebiet durch tiefgreifende Infrastrukturmaßnahmen umgestaltet. 1846 bis 1847 wurde nördlich des Sandkrugs der Hamburger Bahnhof der Berlin-Hamburger-Eisenbahngesellschaft gebaut. 1848 wurde der Hohe Weinberg vollständig abgetragen und an seiner Stelle der Boden für den Humboldthafen ausgehoben. Auch der Gasthof Sandkrug fiel diesen städtebaulichen Maßnahmen zum Opfer.